# Tiberius Hemsterhuis

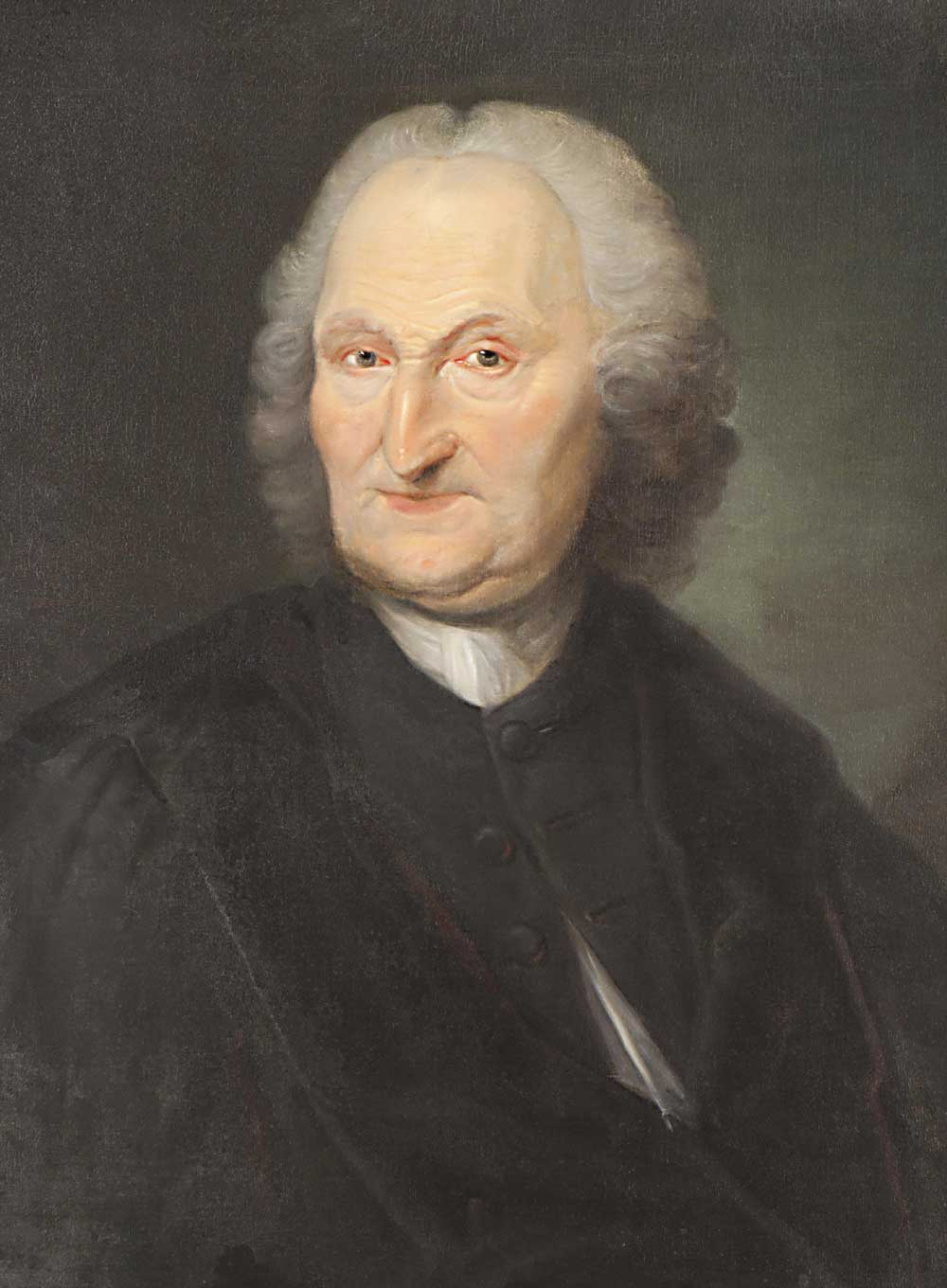
Tiberius Hemsterhuis

Tiberius Hemsterhuis (ur. 2 stycznia 1685 w Groningen, zm. 7 kwietnia 1766 w Lejdzie) – holenderski filolog.

## Życiorys
Tiberius Hemsterhuis był najstarszym synem lekarza Francisusa Hemsterhuisa (1631-1705). Pierwsze nauki otrzymał od swojego ojca. Od 1696 roku uczęszczał do łacińskiej szkoły w rodzinnej miejscowości, gdzie uznany został za cudowne dziecko. 25 sierpnia 1698 immatrykulował się na uniwersytecie w Groningen. Studiował tu filozofię u Johanna Bernoulli, język grecki u Jacques’a Gousset (1635-1704), hebrajskie zabytki starożytności i teologię u Johannesa Brauna (1628-1708). Po czym w 1701 roku razem z ojcem odbył podróż po holenderskich prowincjach i przeprowadził się do Lejdy. Tutaj 1 lutego 1702 roku otrzymał zlecenie biblioteki uniwersyteckiej uporządkowania orientalnych rękopisów. 21 września 1702 roku rozpoczął studia na uniwersytecie w Lejdzie, gdzie uczęszczał na wykłady z teologii i języków orientalnych u Salomona van Til, Jakoba Gronoviusa i Jacobusa Perizoniusa.
20 grudnia 1704 roku został mianowany na profesora filozofii i matematyki w Athenaeum Illustre w Amsterdamie.
24 stycznia 1705 roku otrzymał tytuł magistra lub wówczas oznaczający to samo tytuł doktora filozofii na uniwersytecie w Harderwijk. 26 sierpnia 1717 roku otrzymał powołanie na profesora języka greckiego na uniwersytecie we Franeker. Jednakże Hemsterhuis pozostał jeszcze 3 lata w Amsterdamie, zanim 6 marca 1720 roku podjął pracę wygłaszając mowę wstępną de Graecae Linguae praestantia ex ingenio Graecorum et moribus probata (Franeker 1720). Był rektorem tej uczelni w latach 1723/24, 1729/30, jak również 1738/39. Podczas składania urzędu rektora wygłosił następujące mowy Brevi quasi tabella proponam quo quis ingenio natus, quibus a natura animi dotibus instructus, colendis in humanioribus literis philologiaeque studio ornando plurimum et sibi et aliis sit profuturus (1724), de Paulo Apostolo (1730) und de Mathematum et Philosophiae studio cum Literis humanioribus coniungendis (1739).
Od 1726 roku wykładał historię Holandii. 13 marca 1738 roku otrzymał tytuł profesora historii holenderskiej. 12 września 1740 roku został powołany jako profesor języka greckiego i historii holenderskiej na uniwersytet w Lejdzie. 25 listopada tego samego roku wygłosił tam mowę wstępną de Literarum Humaniorum studiis ad mores emendandos virtutisque cultum conferendis. W Lejdzie był również rektorem w okresie 1747/48, które zadanie rozpoczął mową de Statu Belgii niederlegte. 18 października 1765 roku przeszedł na emeryturę.
Stworzył naukowe podstawy do nauki języka greckiego i był założycielem tzw. holenderskiej szkoły hellenistycznej, z której wyszli David Ruhnken, Jakob van Lennep, Lodewijk Caspar Valckenaer i inni. Chociaż sam nie opublikował wielu dzieł, włożył duży wkład w przygotowanie następnych nauczycieli.
1 października 1716 roku ożenił się z Cornelią Marią de Wilde (ur. 26.03.1685; zmarła 13.04.1766). Z małżeństwa tego pochodzi 3 jego synów Jacobus Hemsterhuis (ur. 1717 we Franeker, zmarł w służbie na statku), Frans Hemsterhuis i Tiberius (ur. 15.06.1724; zmarł 1749).

## Twórczość
- Pollucis Onomasticum Amsterdam, 1706, 2 Bde.
- Luciani colloquia selecta et Timon, Cebetis tabula, Menandri sententiae morales Amsterdam, 1708
- Oratio funerbis in memoriam Camp. Vitringa f. Franeker 1723
- Oratio funerbis in Exequiis Viri praestantiss. Et Clariss. Johannis Cunradi Rungii. Franeker 1723
- Programma voor de Lijkstatie en Redevoering, bij het overlijden van Guil. Coetier, Eloq, et Hist. Prof den 16. Dec 1723
- Chrestomathia Petronio-Burmanniana Amsterdam, 1734 (anonym). Hemsterhuis und Isaak Verburg zugeschriebene witzige Kritik an der Petronius-Ausgabe von Pieter Burmann.
- Aristophanis Plutus (Harling. 1744)